# János Tomcsányi
János Tomcsányi (także jako Jan Mormula, ur. 7 września w 1873 w Pekelniku, zm. 30 grudnia 1935 w Budapeszcie) – węgierski językoznawca, pedagog, tłumacz.
W 1909 po raz pierwszy odwiedził Warszawę, a w latach następnych przyjeżdżał do tego miasta wielokrotnie, także w celu przedstawienia swoich prac badawczych dotyczących wzajemnych związków literackich węgiersko-polskich. Od 1920 roku pracował jako referent do spraw polskich w dziale prasowym węgierskiego Ministerstwa Spraw Zagranicznych. Jest autorem artykułów w węgierskiej encyklopedii powszechnej na temat polskiej literatury.
Zajmował się twórczością Henryka Sienkiewicza, Marii Rodziewiczówny, Marii Konopnickiej, Władysława Reymonta, Juliusza Kadena-Bandrowskiego, Stefana Żeromskiego.
W roku 1932 otrzymał nagrodę polskiego PEN Clubu.

## Publikacje
- 1932 – Lengyelország